# Go Chödrub
Go Chödrub (tibetisch འགོས་ཆོས་གྲུབ, Wylie: gos chos grub; chinesisch 管·法成, Pinyin Guo Facheng; Skt. Dharmasiddhi; gest. 865) war ein tibetischer Übersetzer buddhistischer Schriften, der im 9. Jahrhundert in der Zeit der Früheren Verbreitung der Lehre wirkte. Er entstammte einer adligen Familie.
Er ist bekannt als der Übersetzer der Sammlung mdzangs blun zhes bya ba'i mdo (Sutra vom Weisen und dem Tor).